# Gare de PK 79 + 800
La gare du PK 79 + 800 est une halte ferroviaire française de la ligne de Ponte-Leccia à Calvi (voie unique à écartement métrique), située sur le territoire de la commune de Belgodère, dans le département de la Haute-Corse et la Collectivité territoriale de Corse (CTC).
C'est une halte des Chemins de fer de la Corse (CFC) desservie par des trains « grande ligne ». Arrêt facultatif (AF), il faut signaler sa présence au conducteur pour qu'il y ait un arrêt du train.

## Situation ferroviaire
Établie à 215 mètres d'altitude, la halte du PK 79 + 800 est située au point kilométrique (PK) 79,8 de la ligne de Ponte-Leccia à Calvi (voie unique à écartement métrique), entre les gares de Palasca (AF) et de Belgodère (AF).
Elle dispose d'un quai court.

## Service des voyageurs

### Accueil
Halte voyageurs CFC, c'est un point d'arrêt non géré (PANG) à accès libre. Elle dispose d'un quai court avec un abri. Arrêt facultatif  (AF) : le train ne s'arrête que si la demande a été faite au conducteur.

### Desserte
La halte du PK 79 + 800 est desservie par des trains CFC « grande ligne » de la relation Bastia - Calvi par la Gare de Ponte-Leccia.

### Intermodalité
Situé sur le bord de la RT 30, un stationnement est possible après le pont ferroviaire, à environ 100 mètres en direction du village de Belgodère.

## Patrimoine ferroviaire
Le bâtiment de l'ancien buffet, est en ruines, situé en arrière de l'abri.